# Dieter Waldmann
Dieter Waldmann (* 20. Mai 1926 in Greifswald; † 4. Dezember 1971 in Baden-Baden) war ein deutscher Dramatiker.

## Leben
Der Sohn des Tierseuchenforschers und Hochschullehrers Otto Waldmann studierte nach dem Besuch des Gymnasiums zwischen 1944 und 1949 Philosophie, Germanistik, Romanistik und Geschichte an der Albert-Ludwigs-Universität Freiburg und hatte bereits während des Studiums Kontakte zum Theater. Am Greifswalder Theater begann er als Schauspieler, Dramaturg und Bühnenbildner. 1947 flüchtete er mit seinen Eltern nach Argentinien. Nach dem Studium war er als Schauspieler, Zimmermann und Montagearbeiter unter anderem in Südamerika tätig, wo er auch erste Einakter in spanischer Sprache verfasste.
Nach seiner Rückkehr 1958 nach Deutschland war er als Dramatiker tätig und schrieb neben Theaterstücken auch Hör- und Fernsehspiele sowie Filmdrehbücher.
1958 fanden die Uraufführungen des Einakters Etüden im Hessischen Staatstheater Wiesbaden sowie von Der blaue Elefant, einem Schauspiel in drei Akten, auf den Städtischen Bühnen Köln statt. Im Dezember 1960 inszenierte Gustaf Gründgens die Komödie Von Bergamo bis morgen früh am Deutschen Schauspielhaus in Hamburg-St. Georg. Die 1963 verfasste Komödie in fünf Bildern und einem Epilog Atlantis wurde im September 1963 am Staatstheater Stuttgart uraufgeführt, allerdings ohne Erfolg. 1965 verfasste er noch das Stück Die Schwätzer. Einige seiner zeitgenössischen Stücke erschienen im Chronos Verlag Martin Mörike. 1968 wurde Atlantis von Peter Klaus Steinmann erneut inszeniert.
Zuletzt war er zwischen 1967 und seinem Tod Produktionsleiter der Gruppe Fernsehspiel des Südwestfunks in Baden-Baden. Dabei wurde ihm für Das ausgefüllte Leben des Alexander Dubronski 1968 der Adolf-Grimme-Preis mit Gold, für Eine große Familie 1971 der Adolf-Grimme-Preis mit Bronze verliehen. Für die Milieustudie Der Unfall von 1968 sowie den Fernseh-Zweiteiler Dreht euch nicht um – der Golem geht rum, der 1971 ausgestrahlt wurde, schrieb er das Drehbuch.
Nach seinem Tod wurde am 4. März 1973 die Tatort-Folge Cherchez la femme oder die Geister vom Mummelsee ausgestrahlt, für die er ebenfalls das Drehbuch geschrieben hatte.
Dieter Waldmanns Sohn, der Diplom-Volkswirt und Manager Philipp Waldmann (* 1963), arbeitet als Vertriebsdirektor bei der EurotaxSchwacke GmbH.